# Caryospora pseustesi
Caryospora pseustesi – gatunek pasożytniczych pierwotniaków należący do rodziny Eimeriidae z podtypu Apicomplexa, które kiedyś były klasyfikowane jako protista. Występuje jako pasożyt węży. C. pseustesi cechuje się tym iż oocysta zawiera 1 sporocystę. Z kolei każda sporocysta zawiera 8 sporozoitów.
Obecność tego pasożyta stwierdzono u Pseustes sulphureus sulphureus należącego do rodziny połozowatych (Colubridae).
Występuje na terenie Brazylii w Ameryce Południowej.

## Sporulowana oocysta
Jest kształtu sferoidalnego, posiada ścianę o grubości 1,7 μm, barwy złoto-brązowej. Oocysta posiada następujące rozmiary: długość 25 – 27,5 μm, szerokość 23,7 – 27,5 μm. Brak mikropyli, wieczka biegunowego i ciałka biegunowego.

## Sporulowana sporocysta i sporozoity
Sporocysty kształtu owoidalnego o długości 17,5 – 20 μm, szerokości 12,5 – 15 μm. Występuje ciałko Stieda oraz substieda body (SBB). Brak parastieda body (PSB). Sporozoity w kształcie kiełbasek, ułożone nieregularnie, ciałko resztkowe sporocysty rozproszone.